# Mount Beaupré
Mount Beaupré är ett berg i Kanada.   Det ligger i provinsen Alberta, i den centrala delen av landet, 3 200 km väster om huvudstaden Ottawa. Toppen på Mount Beaupré är 2 778 meter över havet.
Terrängen runt Mount Beaupré är kuperad åt sydost, men åt nordväst är den bergig.Trakten runt Mount Beaupré är nära nog obefolkad, med mindre än två invånare per kvadratkilometer.. Det finns inga samhällen i närheten. 
I omgivningarna runt Mount Beaupré växer i huvudsak barrskog.